# Еея
Еѐя (на старогръцки: Αιαία (Ая̀я), на латински: Aeaea) е митичен остров в древногръцката митология, където се намира домът на вълшебницата Цирцея (Кирка).
Античните автори спорят за местоположението на този остров – според едни той се намира близо до Сицилия, а според други е при западния бряг на Италия или срещу устието на река Фазис в Колхида. Основания за последните две версии се търсели в наличието на топоним Цирцеум (Circaeum) и на двете места. Името Еея се тълкувало като производно от гръцката дума aia – земя. Според друга версия обаче то произлизало от виковете „ай, ай“, които надавали сенките на мъртвите, тъй като Еея се намирала близо до входа за подземното царство.